# Anne Cécile Desclos
Anne Cécile Desclos (* 23. September 1907 in Rochefort, Département Charente-Maritime; † 27. April 1998 in Corbeil-Essonnes, Île-de-France) war eine französische Lektorin und Autorin, die vor allem unter dem Pseudonym Dominique Aury bekannt ist. 1954 veröffentlichte sie unter dem weiteren Pseudonym Pauline Réage den erotischen Roman Geschichte der O.

## Studium und Beruf
Desclos wuchs bei ihrer Großmutter in der Bretagne auf. Nach dem Besuch des Lycée Fénelon in Paris studierte sie Anglistik an der Sorbonne. Durch ihren Vater bekannt gemacht mit Jean Paulhan, damals Chefredakteur der Nouvelle Revue Française (NRF), begann sie dort als Verlagssekretärin und Journalistin zu arbeiten. Ihre Artikel erschienen unter dem Pseudonym Dominique Aury.
Zusammen mit Jean Paulhan und Marcel Arland arbeitete sie etwa 25 Jahre lang für die NRF, zuletzt als Chefredakteurin. Außerdem war sie im Lektorat des renommierten Verlags Gallimard tätig. Sie übersetzte zahlreiche englischsprachige Autoren ins Französische, darunter Evelyn Waugh, T. S. Eliot und F. Scott Fitzgerald, und war darüber hinaus eine anerkannte Literaturkritikerin und Jury-Mitglied bei bekannten Literaturpreisen. Für ihre Verdienste wurde sie mit dem Orden der Ehrenlegion ausgezeichnet.

## Beziehung zu Jean Paulhan
Während der deutschen Besatzung im Zweiten Weltkrieg kam es zu einer Affäre mit ihrem Vorgesetzten Jean Paulhan, der etwa 20 Jahre älter als sie war. Sie verliebte sich heftig in ihn:

„Ich war wahnsinnig in ihn verliebt. Es gab für mich niemanden außer ihm. Ich lebte mit ihm 15 Jahre, 11 Jahre, ich weiß nicht mehr genau. Er war der letzte Abschnitt meines Lebendigseins, meines Lebens als lebendiger Mensch. Danach war ich keiner mehr. Ich schloss mit allem ab.“

Nachdem gegen Ende der 1940er Jahre das Verhältnis zu Paulhan sich abzukühlen schien, außerdem angestachelt durch eine chauvinistische Bemerkung Paulhans, dass keine Frau einen erotischen Roman schreiben könne, begann sie nachts im Bett die Geschichte der O aufzuschreiben.

## Die „Geschichte der O“ und die Folgen
Unter dem Pseudonym „Pauline Réage“ erschien der Roman Geschichte der O im Jahr 1954 bei dem jungen Verleger Jean-Jacques Pauvert. Das Buch erregte ungeheures Aufsehen, wurde ein Bestseller in Frankreich und zeitweise der meistverkaufte französische Roman außerhalb Frankreichs. Über den pseudonymen Autor gab es vielfältige Spekulationen. Dass es das Werk einer Frau sein könnte, wurde heftig bestritten, schon gar nicht wurde die intellektuelle, betont zurückhaltend auftretende Anne Desclos bzw. Dominique Aury als Autorin in Betracht gezogen.
Gegen den Verleger wurde mehrfach Anklage erhoben, das Verfahren wurde jedoch 1959 niedergeschlagen. Gleichwohl blieb das Buch bis 1967 in Frankreich indiziert. 1969 erschien unter dem Titel Retour à Roissy („Rückkehr nach Roissy“) eine Fortsetzung, die aber laut der Biographie von Angie David nicht von Dominique Aury verfasst worden ist.
Auch in dem 1975 auf einem Interview mit der unbekannten Autorin basierenden Buch Die „O“ hat mir erzählt von Régine Deforges wurde Anne Desclos' Pseudonym nicht aufgelöst. Das geschah öffentlich und als Enthüllung erst 1994 durch John de St. Jorre im Rahmen der Recherche für ein Buch über den Gründer des Verlages Olympia Press. Nachdem ein Interview von John De St. Jorre mit ihr am 1. August 1994 im New Yorker  erschienen war, bekannte sie sich schließlich öffentlich zu ihrem Werk.
Die Autorin war aber bereits 1975 bekannt, jedenfalls im deutschen Sprachraum: Als der Film Die Geschichte der O 1975 in den deutschen Kinos startete, erschien parallel dazu in großer Auflage und entsprechender Aufmachung das Buch (als Doppelband mit der „Rückkehr nach Roissy“) beim Herbig Verlag in München. Der Klappentext des Buches benennt – fast zwanzig Jahre vor dem „New Yorker“ – „die bekannte Kritikerin und Übersetzerin Dominique Aury“ als Autorin.

## Werke
- Histoire d’O. Pauvert, Paris 1954 (deutsche Erstausgabe: Geschichte der O. Melzer, Darmstadt 1967. BPjS-Index E 1942 Nr. 211 vom 9. November 1967) – ausgezeichnet 1955 mit dem Prix des Deux Magots
- Retour à Roissy. 1967 (deutsche Erstausgabe: Rückkehr nach Roissy. Melzer, Darmstadt 1969. Indiziert wurde nicht die Erstausgabe, sondern entsprechend dem Bundesanzeiger Nr. 94 v. 22. Mai 1982 die Ausgabe als rororo-Taschenbuch 4172)